# Diacanthous undosus
Diacanthous undosus — вид жуков из семейства щелкуны.

## Распространение
Распространён в юной части Сахалинской области, а также в Японии (острова Хоккайдо, Хонсю).

## Описание
Жук длиной 18 мм, имеет чёрную окраску тела. Надкрылья окрашены в коричневый цвет. Весь в сером опушении, часть надкрылий не имеет опушения: по вытянутому пятну у основания второго-пятого междурядий, по волнистой перевязи чуть позади в первом-восьмом междурядьях и по широкой перевязи середины, захватывающей все междурядья. Усики с третьего сегмента слабопиловидные.